# アジアハイウェイ33号線
アジアハイウェイ33号線（アジアハイウェイ33ごうせん）は、アジアハイウェイ網の路線の一つ。アジアハイウェイ東アジア・北東アジア小地域（サブリージョン）の路線の一つ。総延長は575kmである。
アジアハイウェイ6号線およびアジアハイウェイ31号線の通過地の中華人民共和国ハルビン市を起点とし北東に向かい延びる。アムール川河畔の中露国境の都市同江が終点である。同江国境検問所付近の河岸と、2km先の対岸のロシア連邦ユダヤ自治州レニンスコエの河岸の間にフェリーが運航されている。更に、国境検問所の約7km下流においてアムール川を跨ぐ鉄道道路併用橋が建設中である。

## ルート

### 中華人民共和国
区間延長575km
- 哈同高速道路（中国語版） : ハルビン（アジアハイウェイ6号線、アジアハイウェイ31号線と接続） - 同江市楽業鎮
- 国道G221号線 : 同江市楽業鎮 - 同江市同江鎮
- 県道X102号線 : 同江市同江鎮 - 同江国境検問所

## 参考資料
- Asian Highway （英語） - 国際連合アジア太平洋経済社会委員会による解説
- Asian Highway Route Map (PDF)  （英語） - 国際連合アジア太平洋経済社会委員会によるルート図
- Asian Highway Handbook (PDF)  （英語） - 国際連合アジア太平洋経済社会委員会
- アジアハイウェイ・プロジェクトの概要 - 国土交通省総合政策局
- アジアハイウェイとは - 国土交通省総合政策局